# Rogaguado

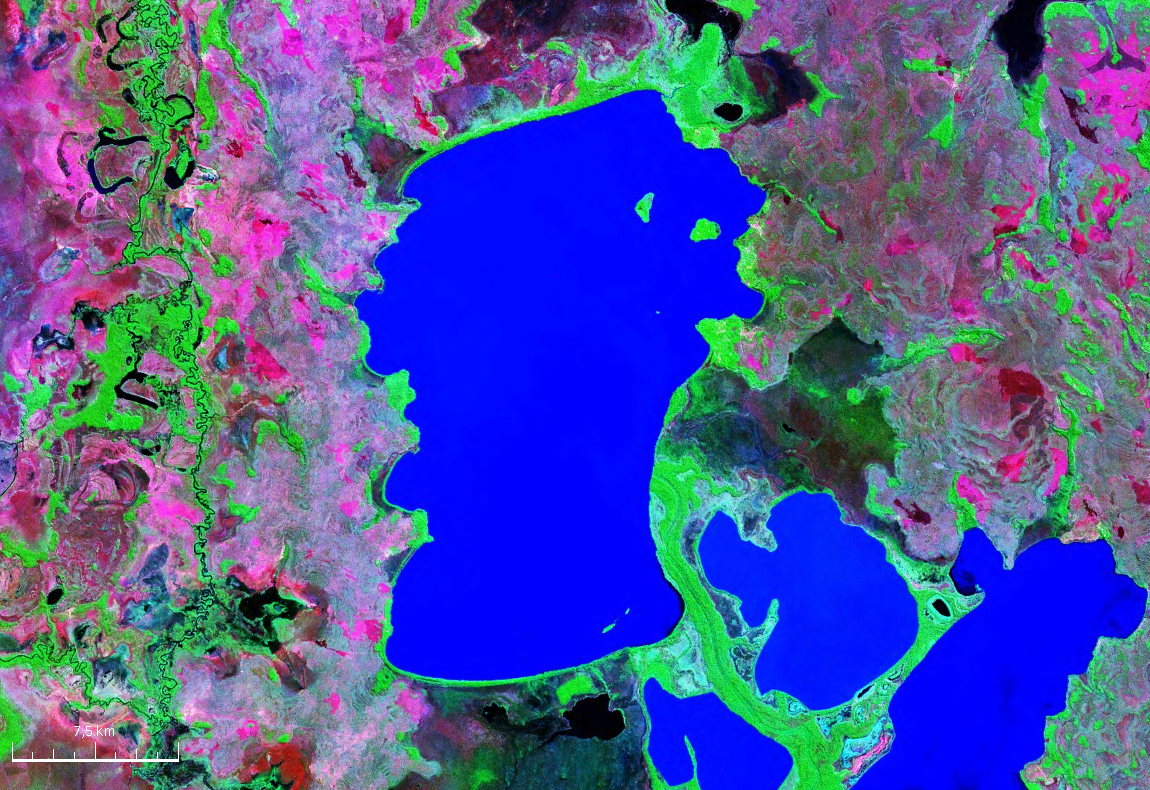
Satellitbild över Rogaguado

Rogoaguado (spanska: Lago de Rogoaguado) är en sjö i departementet Beni i norra Bolivia. Den ligger i Amazonas flodområde och har en omkrets på 146 kilometer, är 22 kilometer på det bredaste stället och 51 kilometer på det längsta. Sjön har 6 öar.
Rogaguado är en av de största färskvattenkällorna i Bolivia.